# Polimorfisme de longitud del fragment de restricció
El polimorfisme de longitud dels fragments de restricció o RFLP (de l'anglès restriction fragment length polymorphism, en argot dels investigadors també abreviat "ri-FLIP") és, en biologia molecular, una tècnica d'anàlisi genètica. Es realitza per comparació de diferents mostres d'ADN. Normalment la tècnica RFLP permet detectar polimorfismes de substitució única, és a dir mutacions en un sol nucleòtid. No obstant cal disposar del coneixement suficient de la seqüència del fragment d'ADN o gen que s'està cercant i d'enzims de restricció capaços de reconèixer la seqüència concreta. Es fa servir a l'hora de detectar determinades mutacions lligades a malalties com en el cas de l'anèmia falciforme que fou l'origen de la tècnica. També és el fonament de les proves de paternitat. S'ha usat per a detectar mutacions silencioses aplicades a la genètica de poblacions per a detectar al·lels.

## Tècnica d'anàlisi

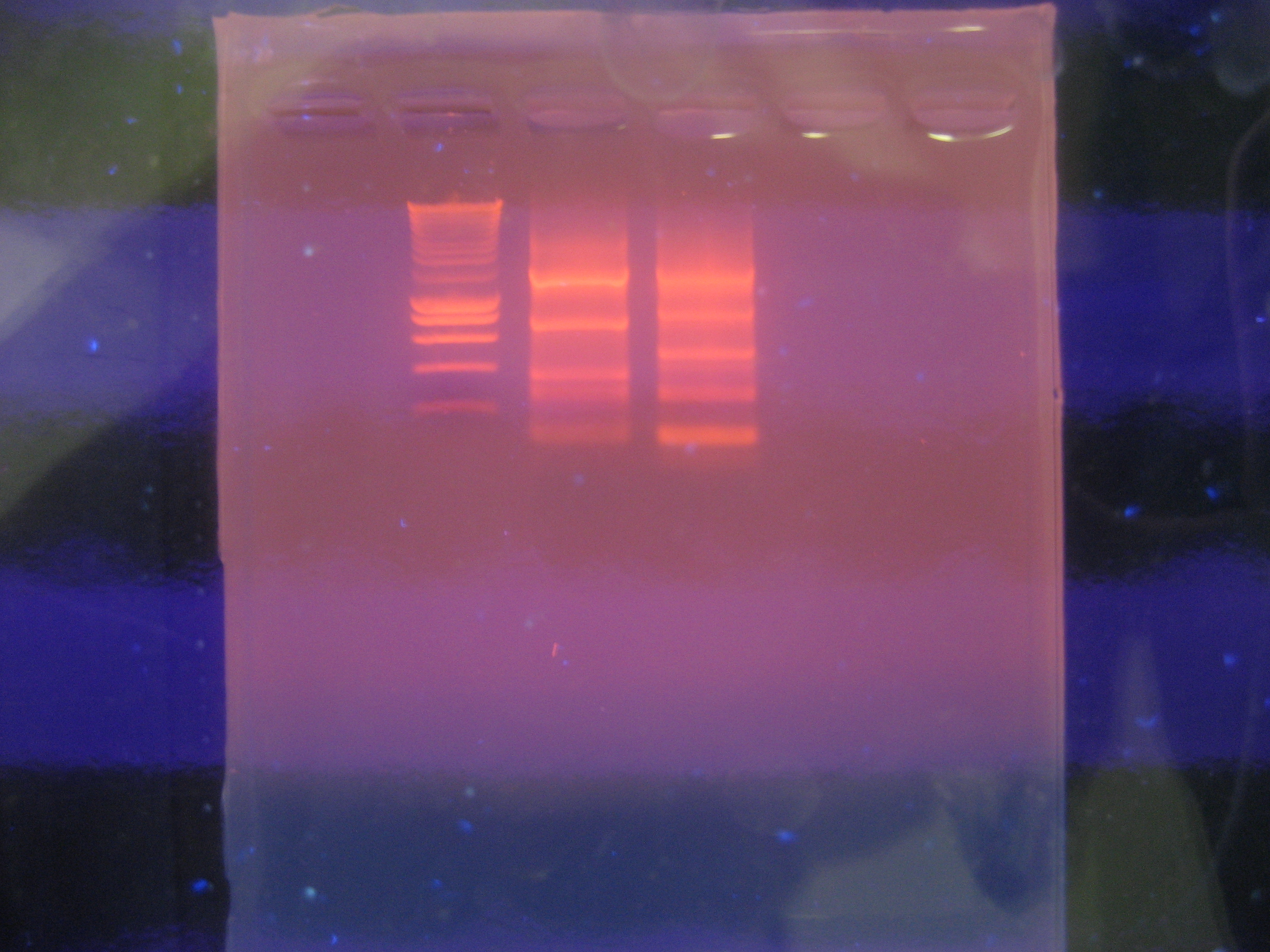
Aspecte d'un gel d'agarosa sota il·luminació amb llum ultraviolada

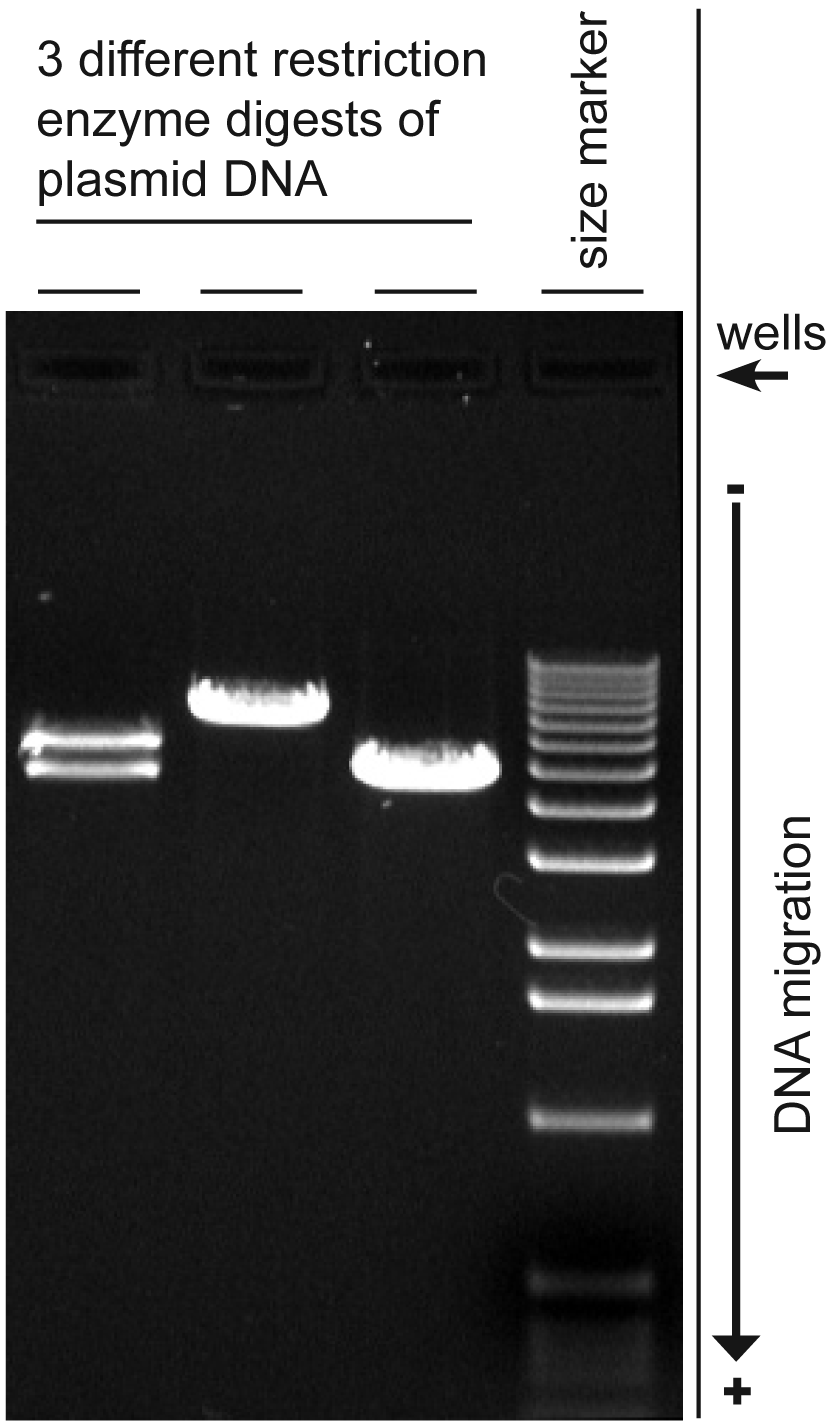
Aspecte d'un gel d'agarosa revelat. La fotografia ha estat modificada per a ser observada en blanc i negre per tal d'augmentar el contrast. Cadascuna de les quatre columnes correspon a una diferent mostra.

Cada mostra d'ADN, que ha de ser preparada prèviament per processos d'aïllament i sovint també d'enriquiment per PCR, és digerida usant un enzim de restricció. La mostra, una suspensió aquosa, s'aplica en una electroforesi en gel d'agarosa en què els diferents fragments d'ADN corren de forma inversa al seu pes molecular sota un camp elèctric. Així doncs els fragments de la mateixa mida formaran una banda de corriment i hauran avançat més que cadenes d'ADN més pesades. Per tal de visualitzar aquestes bandes se sol tenyir el gel d'agarosa amb taronja d'acridina o alguna altra substància que quan s'uneix a l'ADN és capaç d'emetre fluorescència. D'aquesta manera el gel d'agarosa resultat de l'electroforesi és sotmès a il·luminació amb llum ultraviolada que permet revelar la posició d'aquestes bandes de corriment. També es pot realitzar un southern blot o transferència southern en que l'ADN del gel d'agarosa és transferit a un paper sobre el que l'ADN es fa dipositar aplicant-hi un camp elèctric i revelant posteriorment aquesta transferència. També es poden fer servir agents radioactius per a realitzar el revelat.

## Fonament teòric
L'acció de l'enzim de restricció (ER), normalment de tipus II, sobre l'ADN present a les mostres produeix el trencament de les cadenes d'ADN en fragments. Com que el lloc actiu de l'ER reconeix una seqüència específica de l'ADN d'uns 5-8 nucleòtids de longitud canvis en aquests llocs d'unió pel que fa a la seqüència provocaran que l'ER no produeixi el trencament de l'ADN. P.ex.: suposem dues mostres d'ADN, cadascuna amb una longitud de nucleòtids de 5 kbp (5.000 parells de bases, pb), i l'acció d'EcoRI un enzim de restricció que reconeix la següent seqüència (en verd el punt de tall de cadascun de la doble cadena):
Suposem que aquesta seqüència concreta només es troba en un punt d'una sola de les mostres en la posició 3.000. Per tant, produirà dos fragments un de 3.000 pb i l'altre de 2.000 pb en una de les mostres. En l'altra mostra no produirà cap tall i només hi haurà un fragment de 5.000 pb. Per tant, quan es facin córrer en el gel d'agarosa s'obtindrà un patró de bandes similar al que correspon als dos carrils de l'esquerra de la imatge. Els fragments de la mostra 1 (2.000 i 3.000 pb) formen dues bandes separades. En canvi la mostra 2 només produeix una banda. També es pot veure que les bandes de major longitud (pes molecular) avancen més lentament (l'inici dels carrils es troba a la part superior de la imatge).
Normalment el gel d'agarosa s'inclou un carril de control, en què es carrega una mostra de fragments d'ADN de mida coneguda que fa un patró de bandes que permet extrapolar el pes molecular de les bandes de les mostres problema.